# Perisama hahneli
Perisama hahneli är en fjärilsart som beskrevs av Otto Staudinger. Perisama hahneli ingår i släktet Perisama och familjen praktfjärilar. Inga underarter finns listade i Catalogue of Life.